# Фартон
Фартон (ісп. Fartón) — характерна випічка з іспанського регіону Валенсія, що подається разом з орчатою — традиційним напоєм Валенсії.

## Опис
Фартоин є м'якою солодкою булочкою витягнутої форми. Його їдять, вмочуючи в орчату — холодний напій, що виготовляється з бульб рослини чуфа. Фартон і орчата утворюють в Іспанії стійку пару, подібно до печива біскотті і Він Санто в Італії.
Вважається, що фартони було створено у 1960-х роках сім'єю Поло. Подовжена форма робить фартони ідеальним для вмочування в орчату, що подається у високих склянках, а м'яка та пориста текстура дозволяє солодкій булочці поглинати велику кількість цього напою.
Фартони швидко набули популярності у кав'ярнях по всій Валенсії. У 90-ті роки у продажу в супермаркетах з'явилися заморожені фартони; також у цей час були створені фартони з листового тіста.
Хоча фартон був спеціально придуманий для того, щоб складати пару з орчатою, він відмінно поєднується також і з гарячими напоями, такими, як кава і гарячий шоколад.
До складу традиційного фартону входять борошно, молоко, цукор, масло, яйця та дріжджі. Правильно приготовлений фартон не містить консервантів та барвників.